# Ivana Emilija de Villeneuve
Ivana Emilija de Villeneuve (Toulouse, 9. ožujka 1811. – Castres, 2. listopada 1854.), rimokatolička francuska redovnica i svetica.

## Životopis
Ivana Emilija de Villeneuve, rođena je u Toulouseu, 9. ožujka 1811. godine. Od rane mladosti, živjela je u Hauterive Castleu, gdje joj je bolesna majka bila odvedena na liječenje. Majka joj je umrla kada je ona imala 14 godina te njezina sestra Octavie kada je Emilija imala 17 godina.
Nakon majčine smrti, živjela je neko vrijeme u Toulouseu. Kasnije se planira pridružiti zajednici "Kćeri Milosrđa". Uz odobrenje biskupa osniva Kongregaciju Gospe Bezgrješnog začeća 8. prosinca 1836. Vjerska zajednica je poznat i pod nazivom "Plave sestre Castresa" zbog boje svoje odjeće. U Castresu, je sa svojim pomoćnicima, služila sirotinji, bolesnima, utamničenima itd.
5. srpnja 2009., u ime pape Benedikta XVI., kardinal Angelo Amato ju je proglasio blaženom. Drugo čudo po njenom zagovoru potvrđeno je 6. prosinca 2014. godine. Papa Franjo ju je proglasio svetom 17. svibnja 2015. u Vatikanu.